# 廷比拉斯
廷比拉斯是巴西马拉尼昂州的一个市镇。总面积1486.479平方公里，总人口26909人，人口密度18.1人/平方公里。